# Ctenerpeton
Ctenerpeton — вимерлий рід тетраподоморфів нектрідій родини Urocordylidae.